# خوان برونتا (بازیکن فوتبال)
خوان برونتا (انگلیسی: Juan Brunetta؛ زادهٔ ۱۲ مهٔ ۱۹۹۷) بازیکن فوتبال اهل آرژانتین است.
از باشگاه‌هایی که در آن بازی کرده‌است می‌توان به باشگاه فوتبال گودوی کروز و باشگاه فوتبال آرسنال ساراندی اشاره کرد.